# Badescener fra Skovshoved
Badescener fra Skovshoved (også kendt som Sommerglæder) er en dansk stumfilm fra 1899 af hoffotograf Peter Elfelt og varer kun 1 minuts tid (10 meter af 35 mm film).